# Karlsruhe-Durlach (stacja kolejowa)
Karlsruhe-Durlach – stacja kolejowa w Karlsruhe, w kraju związkowym Badenia-Wirtembergia, w Niemczech. Znajdują się tu 3 perony.